# 양영초등학교
양영초등학교는 대한민국 경기도 성남시 분당구에 있는 공립 초등학교이다.

## 학교 연혁
- 1994년 9월 1일 임시개교(6학급 편성)
- 1994년 9월 30일 양영국민학교 설립인가 개교(12학급 편성)
- 1995년 2월 17일 제1회 졸업식(66명)
- 1996년 3월 1일 양영초등학교로 개명
- 2004년 9월 1일 제4대 오교순 교장 부임
- 2009년 3월 2일 제5대 이인수 교장 부임
- 2011년 3월 2일 제6대 김성규 교장 부임
- 2015년 2월 13일 제21회 졸업식(59명)
- 2015년 3월 1일 제7대 방희근 교장 부임
- 2017년 9월 1일 제8대 김재종 교장 부임
- 2020년 3월 1일 제9대 신영심 교장 부임